# Hédi Kaddour
Hédi Kaddour (Tunis, 1 juli 1945) is een Franse dichter en romanschrijver. Hij werkt ook als docent, vertaler en essayist. Voor zijn roman Les Prépondérants (De oppermachtigen) ontving hij de Grand Prix du roman de l'Académie française 2015.

## Biografie
Hédi Kaddour heeft een Tunesische vader en een Franse moeder. Hij is in Tunesië geboren en verhuisde op twaalfjarige leeftijd naar het centrum van Parijs, de Montagne Sainte-Geneviève in het 5e arrondissement. Hij volgde middelbaar onderwijs in Parijs. In 1968 was hij student in Straatsburg.
Van 1971 tot 1984 werkte hij als leraar in Meknes (Marokko). Daar behaalde hij een academische graad in het Arabisch. In Meknes bereidde hij zich in 1976 voor op het concours Agrégation de lettres modernes, dat toegang geeft tot de functie van hoofddocent. Hij rondde de examens succesvol af: hij eindigde als eerste van zijn lichting. In 1984 keerde hij terug naar Frankrijk om docent Franse literatuur en drama te worden aan de École normale supérieure de Lyon.
Na 2006 doceerde hij Franse literatuur aan de New York University in Parijs en journalistiek schrijven aan het Centre de formation des journalistes (CFJ). Daarnaast leidt hij schrijfworkshops bij La Nouvelle Revue française (NRF) van uitgeverij Gallimard. Hij is adjunct-hoofdredacteur van het tijdschrift Po&sie, het tijdschrift waarin een aantal van zijn gedichten en essays zijn gepubliceerd. Ook schrijft hij literaire kronieken in de bladen Monde des livres, La Nouvelle Revue française, Le Magazine littéraire en in het dagblad Libération.
Kaddour is lid van de raad van bestuur en docent bij La Chance, een organisatie die zich inzet voor diversiteit in de media en studenten helpt bij de voorbereiding op de toelatingstesten van de gevestigde opleidingen voor journalistiek.
Hij is vertaler uit het Engels, Duits en Arabisch en vertaalde onder andere teksten van de 
de Andalusische filosoof Ibn Hazm en op rijm gezet proza van Badi az-Zaman.

## Schrijverschap
Kaddour publiceerde verschillende dichtbundels. Hij maakt deel uit van een literaire stroming die in Frankrijk wordt aangeduid met renouveau lyrique (de nieuwe lyrici). Voor Poetry International 2012 vertaalde Martin de Haan veertien gedichten van Kaddour in het Nederlands. In 2010 verscheen de uitgebreide bloemlezing Treason met gedichten van Kaddour vertaald in het Engels door Marilyn Hacker.
Op zestigjarige leeftijd publiceerde Kaddour zijn eerste roman Waltenberg (2005). Daarna volgde Savoir-vivre in 2010 en in 2015 de roman Les Préponderants. Voor deze roman ontving Kaddour de Grand Prix du roman de l'Académie française 2015, ex aequo met de roman ‘’2084: la fin du monde’' van de Algerijnse schrijver Boualem Sansal.

## Werken

#### Romans
- 2005 Waltenberg
- 2010 Savoir-vivre
- 2015 Les Prépondérants. Nederlandse vertaling: De oppermachtigen. Vertaald door Marianne Kaas. De Geus, Amsterdam, 2017. ISBN 978-90-4453728-4

#### Poëzie
- 1987 Le chardon mauve
- 1989 La fin des vendanges
- 1992 La chaise vide
- 1994 Jamais une ombre simple
- 2000 Passage au Luxembourg

#### Ander werk
- 1997 Aborder la poésie (leerboek)
- 1998 L'Émotion impossible (essays)
- 2008 Les pierres qui montent. Notes et croquis de l'année 2008 (dagboek)

## Links
Virtual International Authority File (VIAF): 68949689
- Bibsys: 90716107
- Bibliothèque nationale de France: cb12057579t (data)
- Gemeinsame Normdatei: 123439094
- International Standard Name Identifier: 0000 0000 8391 2101
- Library of Congress Control Number: nr91005334
- Nationale Bibliotheek van Letland: 000223270
- Nationale Bibliotheek van Tsjechië: jo2016916598
- Nationale Bibliotheek van Israël: 987007583912905171
- Nederlandse Thesaurus van Auteursnamen: 290822645
- LIBRIS: 265041
- Système universitaire de documentation: 02881827X
- Virtual International Authority File: 68949689
- WorldCat: E39PBJmP9kQBbfchW68RTKpHG3